# Теандер, Май
Май Теандер (дат. Maj Theander, род. 1967) — датская шахматистка.
Чемпионка Дании 1987 г.
В составе сборной Дании участница двух шахматных олимпиад (1984 и 1988 гг.; в 1984 г. выполняла функцию запасной участницы, в 1988 г. играла на 3-й доске).
Много лет не участвует в соревнованиях высокого уровня.
Сделала карьеру в области финансов и управления. В 2018—2021 гг. занимала пост генерального директора и директора по персоналу Европейского инвестиционного банка. Теандер давала официальные комментарии СМИ по поводу скандала с домогательствами в организации.

## Основные спортивные результаты
| Год  | Город      | Соревнование                              | + | − | = | Результат | Место |
| ---- | ---------- | ----------------------------------------- | - | - | - | --------- | ----- |
| 1984 | Салоники   | XI Олимпиада (сборная Дании, запасная)    | 4 | 2 | 4 | 6 из 10   |       |
| 1987 | Хольстебро | Чемпионат Дании                           |   |   |   |           | 1     |
| 1988 | Салоники   | XIII Олимпиада (сборная Дании, 3-я доска) | 3 | 3 | 4 | 5 из 10   |       |